# Jules Ladoumègue
Jules Ladoumègue (Bordeaux, 10 dicembre 1906 – Parigi, 2 marzo 1973) è stato un mezzofondista francese.
È stato dall'ottobre 1930 all'ottobre 1933 detentore del record mondiale dei 1500 metri piani, poi battuto dall'italiano Luigi Beccali.

## Palmarès
- Giochi olimpici

Amsterdam 1928: argento nei 1500 metri.